# 大塚山古墳 (野洲市)
大塚山古墳（おおつかやまこふん）は、滋賀県野洲市辻町にある古墳。形状は帆立貝形古墳。大岩山古墳群（国の史跡）を構成する古墳の1つ。

## 概要
| 地区   | 古墳名       | 墳丘         | 墳丘      | 築造時期    |
| ------ | ------------ | ------------ | --------- | ----------- |
| 冨波   | 冨波古墳     | 前方後方墳   | 墳丘長42m | 3c後半      |
| 冨波   | 古冨波山古墳 | 円墳         | 直径30m   | 3c後半      |
| 辻町   | 大塚山古墳   | 帆立貝形古墳 |           | 5c前半      |
| 冨波   | 亀塚古墳     | 帆立貝形古墳 | 墳丘長47m | 5c後半-末   |
| 小篠原 | 天王山古墳   | 前方後円墳   | 墳丘長50m | 6c初頭      |
| 小篠原 | 円山古墳     | 円墳         | 直径28m   | 6c前半      |
| 小篠原 | 甲山古墳     | 円墳         | 直径30m   | 6c中葉      |
| 辻町   | 宮山2号墳    | 円墳         | 直径15m   | 6c末-7c前半 |

滋賀県南部、野洲川右岸の旧家棟川扇状地に築造された古墳である。近年に史跡整備に伴う発掘調査が実施されている。
墳形は前方部（方形部）が短小な帆立貝形の前方後円形で、前方部を北西方向に向ける。墳丘の段築は2段以上で、大部分は盛土による。主丘部は直径約57メートル・高さ7.3メートルを測る。前方部は長さ8.5メートルを測るが、くさび状の食い込みによって2:1に分割され、東西に幅22メートル（西側）・11メートル（東側）の2つが並び造り出された特異な形態になる。墳丘外表では葺石のほか、円筒埴輪（朝顔形埴輪含む）・形象埴輪（鶏形・船形・水鳥形・家形・蓋形埴輪、東側造出周辺出土）・盾形木製品が検出されている。また墳丘周囲には幅13-20メートルの周濠が巡らされるほか、その外側にも外堤と幅3メートル以上の溝が巡らされており、周濠・外堤・溝を含めた全長は105メートルにおよぶ。埋葬施設は明らかでないが、副葬品として滑石製模造品・短甲・ガラス玉・須恵器などが検出されている。築造時期は古墳時代中期の5世紀前半（または5世紀中葉）頃と推定される。
古墳域は1985年（昭和60年）に国の史跡に指定されている（史跡「大岩山古墳群」のうち）。

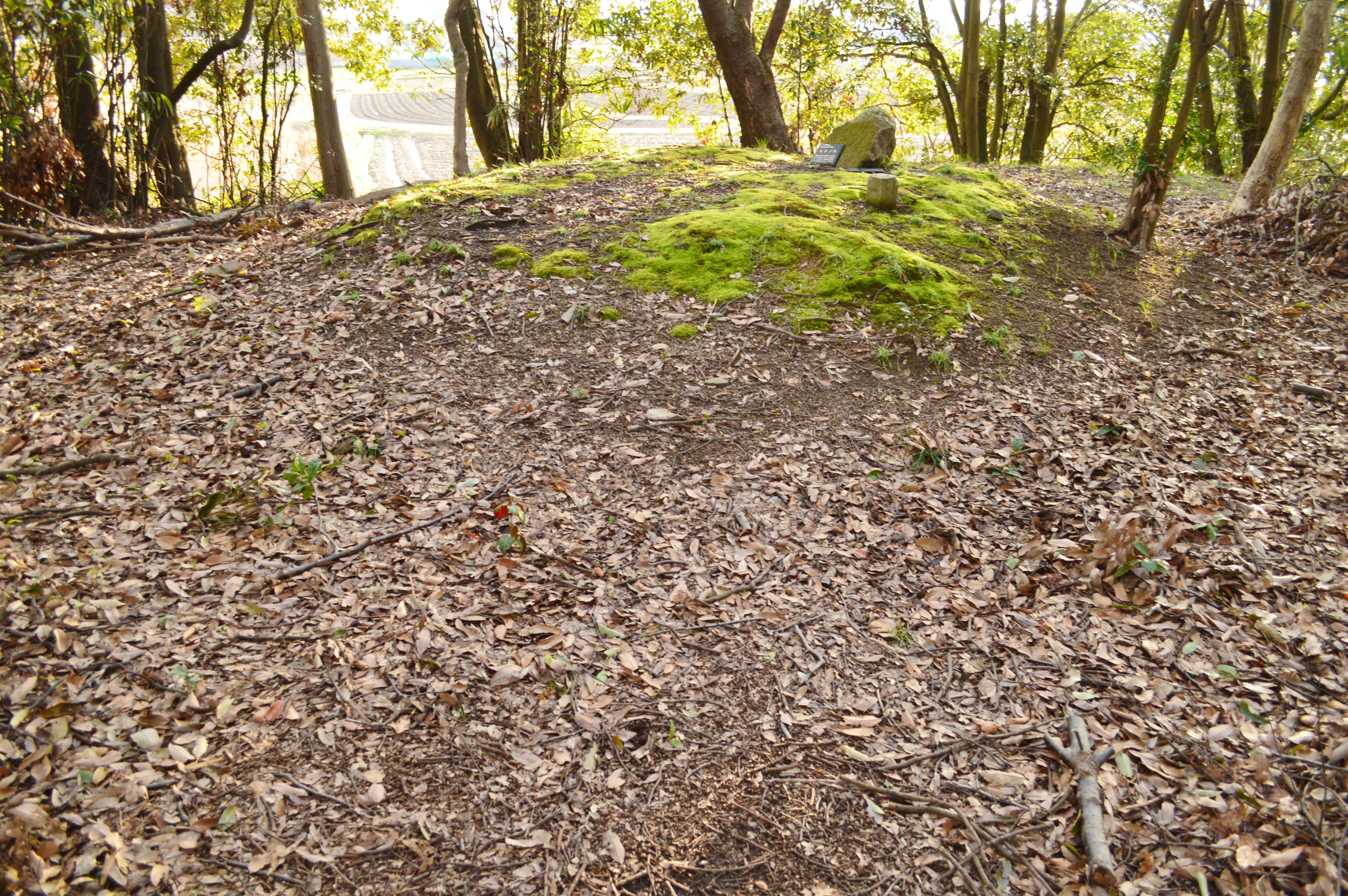
主丘部墳頂
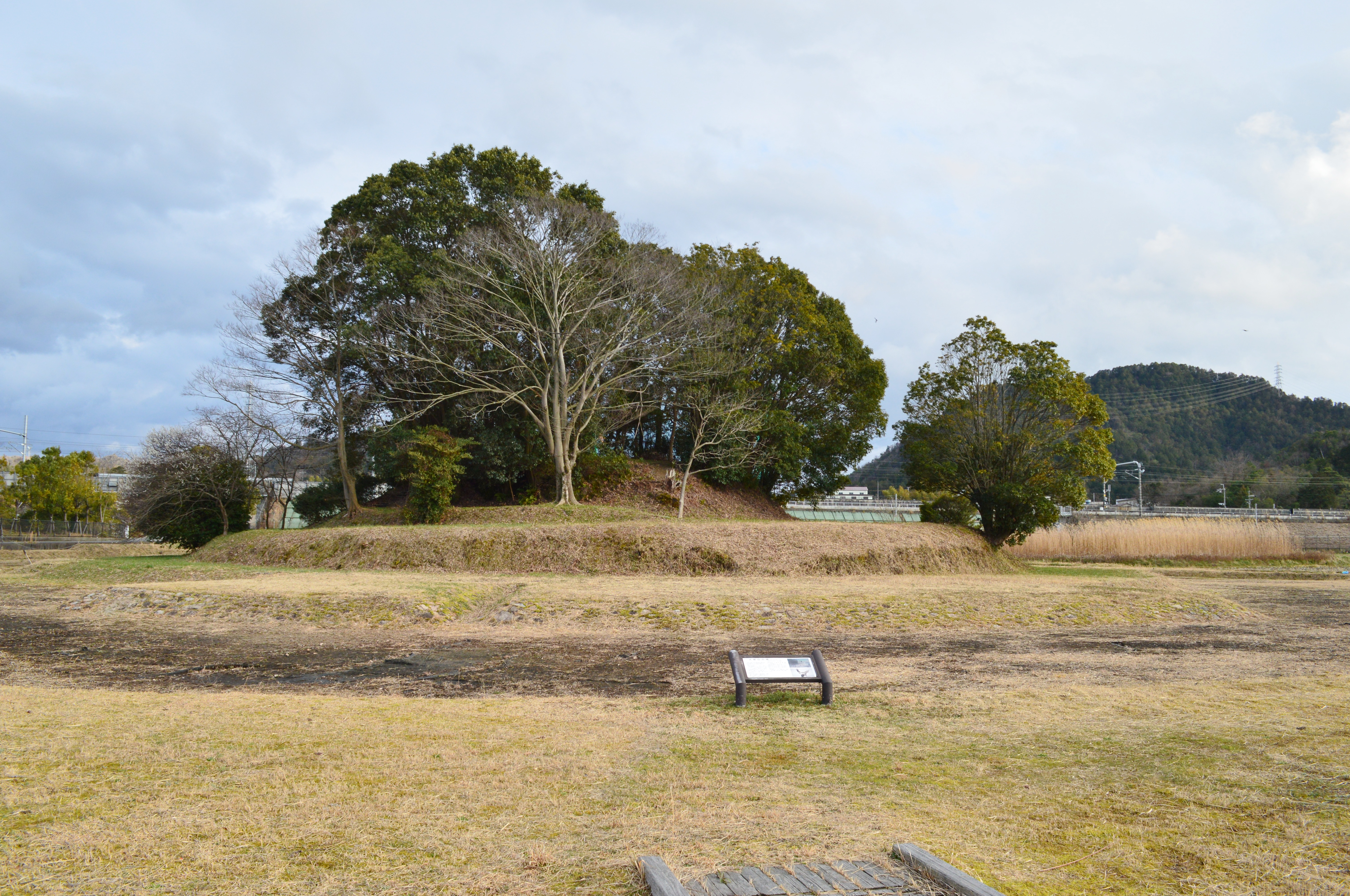
前方部正面 前方部は中央左で2つに分断される。

## 遺跡歴
- 1985年（昭和60年）2月7日、国の史跡に指定（史跡「大岩山古墳群」のうち）[5]。
- 1999年（平成11年）以降、周濠部の発掘調査（野洲町教育委員会、2006年に報告）[4]。

## 関連施設
- 野洲市歴史民俗博物館（銅鐸博物館）（野洲市辻町）

## 関連文献
（記事執筆に使用していない関連文献）
- 『史跡大岩山古墳群 大塚山古墳調査整備報告書 -野洲市辻町字六ノ坪所在-』野洲市教育委員会、2006年。